# Axel Johansson (roddare)
Axel Johansson, född 16 oktober 1885 i Göteborg i Sverige, död 9 februari 1979 i Göteborg i Sverige, var en svensk roddare som tävlade i olympiska spelen 1912 i Stockholm.
Han tävlade för Göteborgs RF, och slutade på femte plats i inriggad fyra med styrman.

### Fotnoter
1. ↑  Rowing 1912: The events at Stockholm
2. ↑  Axel Johanssons profil på Sveriges olympiska kommitté (svenska)